# Sant’Angelo in Pescheria
A Halpiaci Szent Angyal-templom (Chiesa di Sant’Angelo in Pescheria) Róma egyik katolikus címtemploma.

## Története
A templomot az antik Porticus Octaviae romjai között, mögött építették, ahol a középkortól a 19. századig halpiac működött; ebből ered az imahely neve. A templomot a 8. században építették, Pál apostolnak szentelték.  Később Mihály arkangyalt tisztelték benne. A 12. században román stílusú harangtoronnyal egészítették ki, és a nevét a ma is használatosra változtatták. Elhelyezkedésének köszönhetően a templom mindig a városi élet középpontjában állt, onnan indult 1347 pünkösdjén a Capitolinusra Cola di Rienzo, hogy visszaállítsa a köztársaságot Rómában.
A templom homlokzatát egyszerű téglafal alkotja, az ókori kapu hátsó oszlopai között. Belső falait gazdagon díszítették freskókkal és márvánnyal. Három hajója van, a középső szélesebb, mint a két oldalsó, és csak ennek vannak ablakai. A bejárat fölött helyezték el az orgonát, amelyet a halkereskedők rendeltek meg Pietro Pantanellától 1877-ben. A boltíves mennyezet közepén Innocenzo Sacconi, Szent András dicsősége című freskója látható. A bal oldali második kápolnában látható a Madonna gyermekkel és angyalokkal című freskó, amely Benozzo Gozzoli 1450-es munkája.
A templomban található egy 16. századi feszület. Ugyanebben a században, 1571-ben épült a halkereskedők társaságának (Compagnia dei Pescivendoli) Szent Andrea-kápolnája. A jobb oldali hajó hátsó, Áldott Szentség nevű kápolnájában aranyozott stukkók keretezik a műtárgyakat. A színes márványpadló közepén a halkereskedők címere látható: hal a vízben, szarvas (az ősi nemesség szimbóluma) és két liba (a hűség szimbóluma).